# 681. pehotni polk (Wehrmacht)
Za druge 681. polke glejte 681. polk.
681. pehotni polk (izvirno nemško Infanterie-Regiment 681) je bil eden izmed pehotnih polkov v sestavi redne nemške kopenske vojske med drugo svetovno vojno.

## Zgodovina
Polk je bil ustanovljen 15. novembra 1940 kot polk 14. vala na področju Küstrina iz osebja I. bataljona 203. in III. bataljona 510. pehotnega polka ter dodeljen 333. pehotni diviziji.
13. in 14. četi sta bili ustanovljeni šele v zimi 1942/1943.
15. oktobra 1942 je bil polk preimenovan v 681. grenadirski polk.